# 熊使い

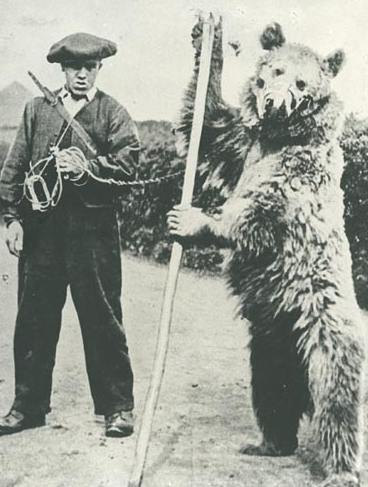
英国の熊使い(Dancing bear)

熊使い（くまつかい）とは、クマを用いる大道芸、クマに大道芸をさせる人、または、広くクマを使役すること、クマを手懐ける人を示す。クマの大道芸は南アジアから中東、欧州、ロシアに広がる文化である。音楽にあわせての“熊踊り”を特にダンシング・ベアと呼ぶ場合がある。英語は「Tame bear」または「dancing bear」。
クマはその地域に生息するヒグマやナマケグマを用いる。

## 南アジア・中東
インドではナマケグマが用いられ、予めクマはロープをつけた鼻輪と口輪をする。鼻輪ではなく首輪の場合もある。熊使いは歌を歌いながら、ロープと棒でクマを操り、クマが踊るように魅せる芸である。この芸には仔熊の時からの訓練が必要である。
かつてインドでは大道芸の踊るクマがよく行われ、主に観光地で大道芸を行っていたが、野生のクマが減少したために規制がなされ、路上の熊使いが少なくなり、また、大道芸のクマが野生保護施設に入るようになってきている。
パキスタンでも熊使いがある。ジプシーはツキノワグマがダンスする大道芸やクマのレスリングを行う。そのためにジプシーは野生のクマまたは仔熊を捕獲する。

## 欧州・ロシア

1970年頃のブルガリア

音楽にあわせてクマが踊る大道芸が行われる。欧州、ロシアともにヒグマが用いられる。クマは鎖(チェーン)またはロープでつながった首輪をする。ロシアでは17世紀まではスコモローフが熊使いをしていた。ジプシー（ロマ）やウルサリも大道芸を行う。20世紀のロシアではサーカスの隆盛により大道芸は廃れ、一部に残るのみとなった。20世紀初頭、満州の北方ハルビンには大道芸「熊踊り」があった。

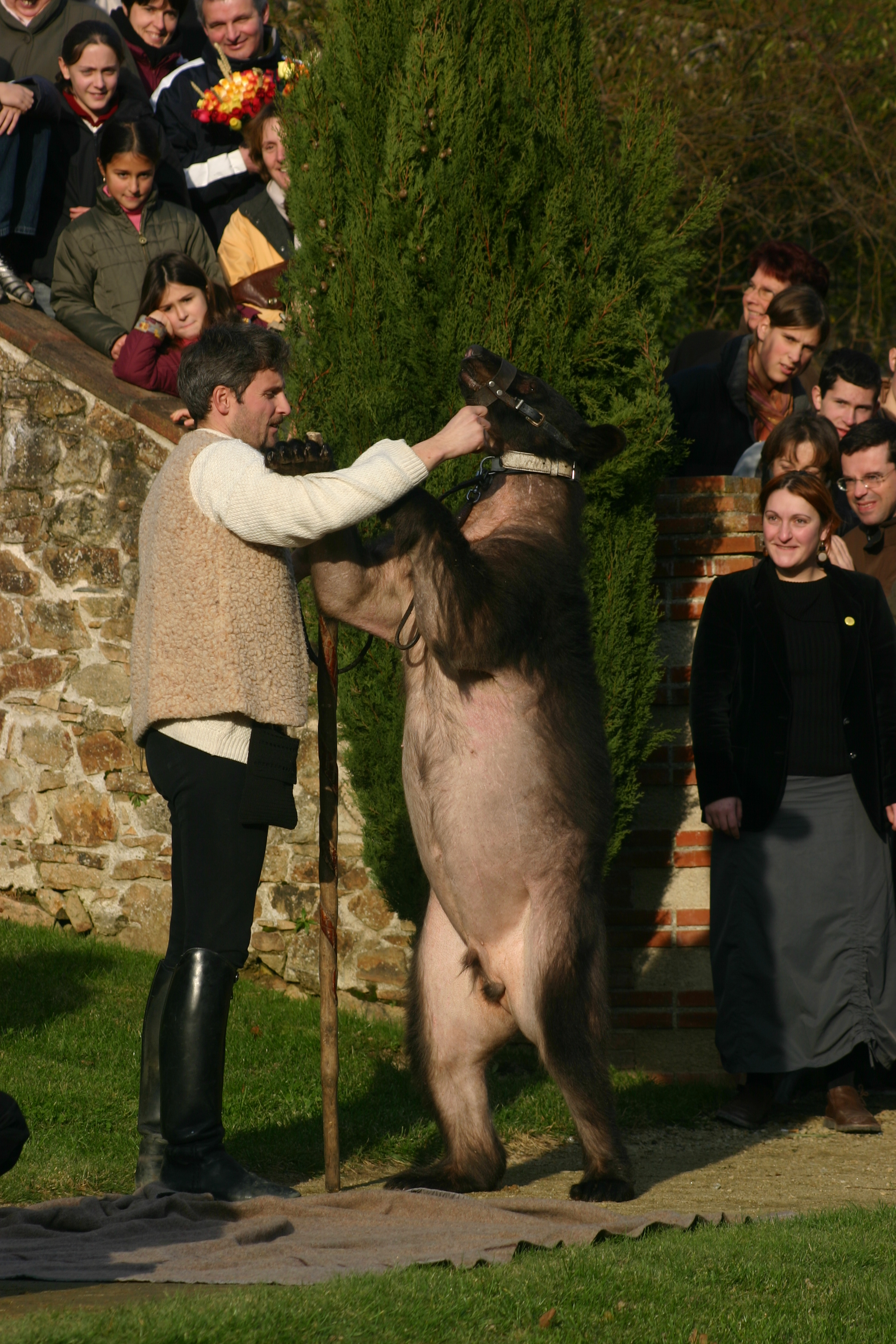
2007年のフランス

ブルガリアでもジプシー（ロマ）により路上で熊使い芸が行われる。使用される楽器はガドゥールカという。

### 音楽
音楽には「熊使い」が登場する。ロシアのバレエ音楽「ペトルーシュカ」にも熊使いが登場する。ハンガリーの作曲家バルトーク・ベーラによる管弦楽曲「ハンガリーの風景」は第2曲の名前が“熊踊り”である。同じくバルトークのピアノ独奏曲ソナチネも第2楽章が“熊踊り”である。
ルーマニアのジプシーバンド「タラフ・ドゥ・ハイドゥークス」( Taraf de Haidouks )の「ウルサリのホラ」という曲は“熊遣いのロマの輪舞”のサブタイトルがつく。

### 絵画
ヘンリー・ウィリアム・バンバリー ( Henry William Bunbury ) 作に「 The Dancing Bear 」があり、絵では、路上の大道芸の主役の立った熊が中央に配置され、右に熊使いの大道芸人、見物料を集める者が描かれ、左に楽器を持った2名と、猿を肩に乗せた旅芸人も描かれ、それらのまわりを見物人が囲んでいる。
また、ウィリアム・リーハンキー ( William Lee-Hankey )作に「 The Dancing Bear 」があり、絵は石畳の道路の上を、熊使いに先導されて、口輪をしてチェーンで曳かれ四足で歩く熊が中央に配置され、通行人は大人も子供も熊を眺めている様子が描かれている。

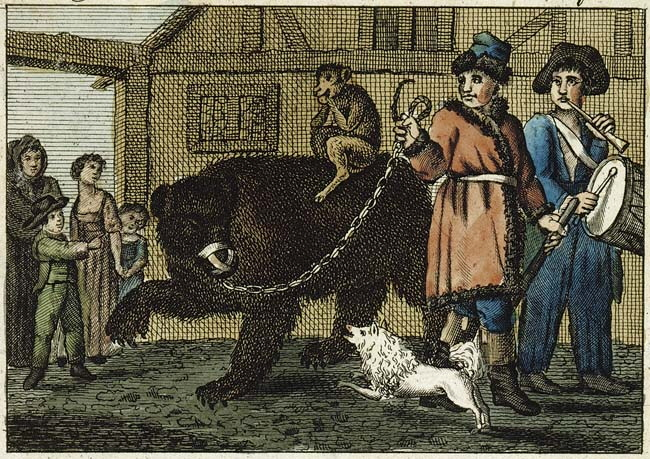
1810年の絵画
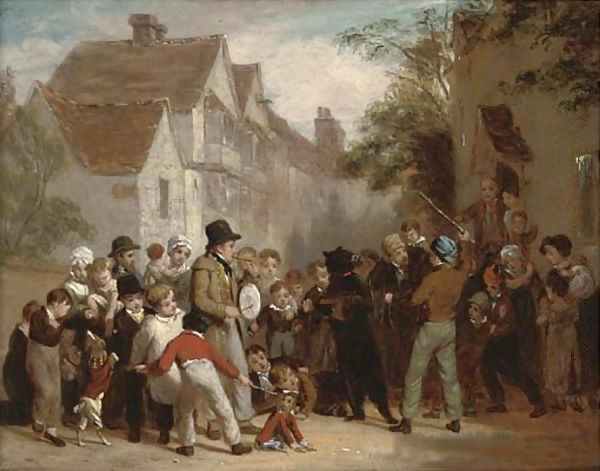
1822年の William Frederick Witherington の作品
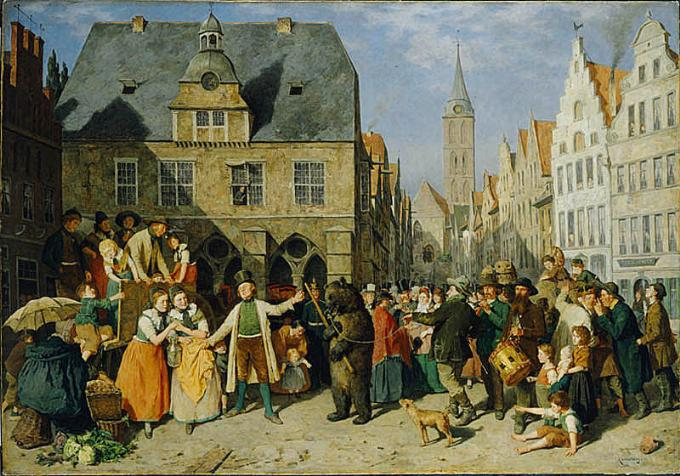
1865年の August Jernberg の作品